# Winnie Ewing

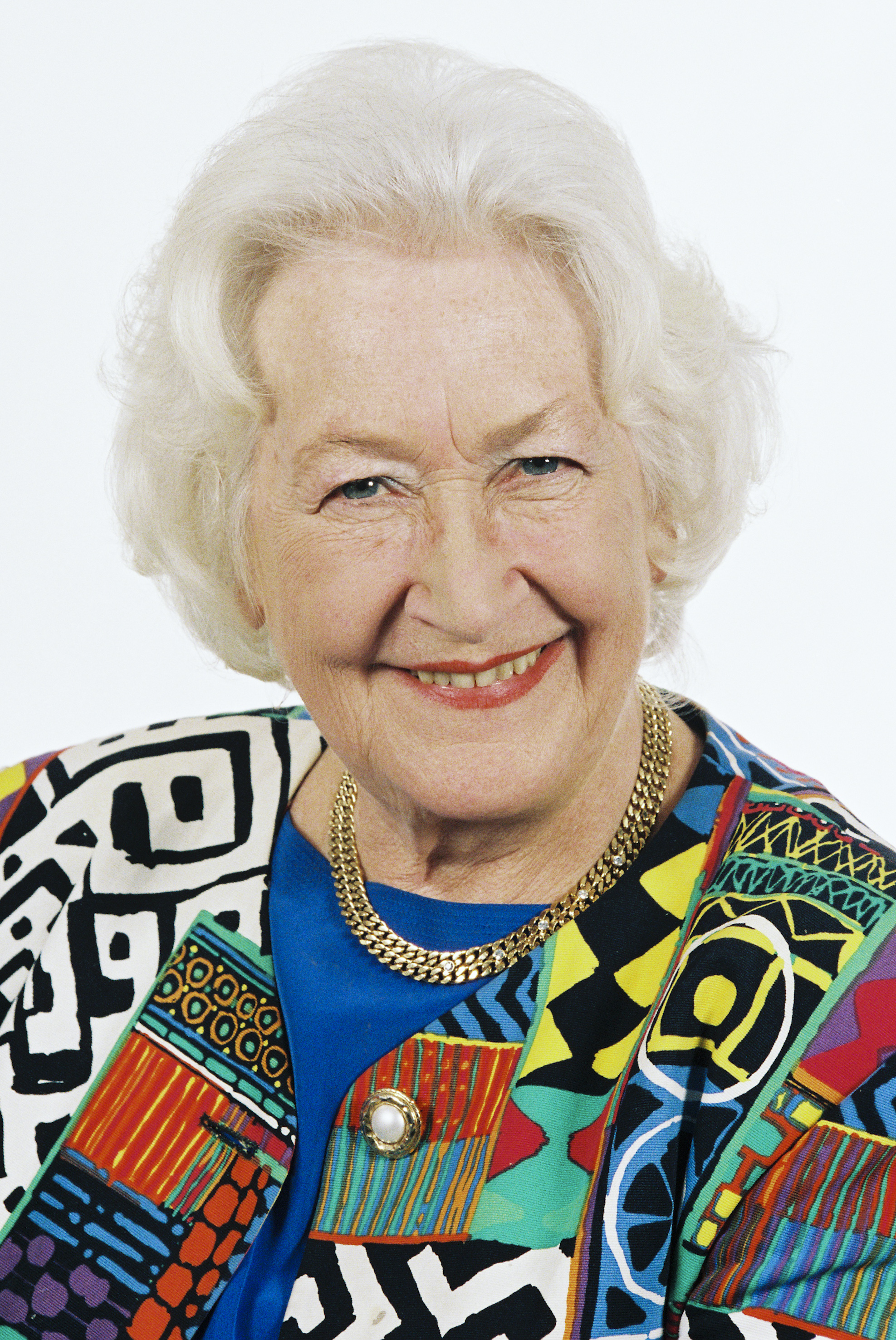
Winnie Ewing

Winnie Ewing, eigentlich Winifred Margaret Ewing, (* 10. Juli 1929 in Glasgow; † 21. Juni 2023 in Bridge of Weir) war eine schottische Politikerin und Mitglied der Scottish National Party. Sie zählt zu den bekanntesten schottischen Politikern und erhielt während ihrer Zeit im Europäischen Parlament den Beinamen Madame Ecosse (französisch für „Frau Schottland“). Winnie Ewing ist die Mutter des Politikers Fergus Ewing und der Politikerin Annabelle Ewing sowie die Schwiegermutter von Margaret Ewing. Ewing besuchte die Battlefield School sowie die Queens Park Secondary School. Anschließend ging sie an die Universität Glasgow und studierte Jura. Nach Erwerb ihrer Zulassung war sie als Solicitor tätig.

## Britisches Unterhaus
Nach dem Rücktritt des Labour-Politikers Tom Fraser wurden im Jahre 1967 Neuwahlen im Wahlkreis Hamilton angesetzt, zu denen Ewing als Kandidatin der SNP antrat. Bei den vorangegangenen Unterhauswahlen 1966 hatte Fraser das Direktmandat mit einem Stimmenanteil von 71,2 % vor dem Kandidaten der Conservative Party gewonnen. Als einzigem SNP-Politiker war es bis zu diesem Zeitpunkt Robert McIntyre in einer Neuwahl im April 1945 im Wahlkreis Motherwell gelungen einen Parlamentssitz für die SNP zu erringen. Trotzdem setzte sich Ewing in der Wahl gegen den Labour-Kandidaten Alexander Wilson durch und zog in das Britische Unterhaus ein. Ihr Sieg gilt als wegbereitend für den folgenden Aufstieg der SNP. Bei den Unterhauswahlen 1970 verlor Ewing ihr Mandat an Alexander Wilson. Bei den Unterhauswahlen im Februar 1974 gewann Ewing das Direktmandat des Wahlkreises Moray and Nairn und konnte es bei den Unterhauswahlen im Oktober gleichen Jahres verteidigen. 1979 verlor sie ihr Mandat an Alexander Pollock.

## Europäisches Parlament
Bei der Europawahl 1979 kandidierte Ewing im neugeschaffenen Wahlkreis Highlands and Islands und gewann das Direktmandat. Sie verteidigte ihr Mandat bei den Wahlen 1984, 1989 und 1994. Zur Europawahl 1999 wurde der Wahlkreis aufgelöst, sodass Ewing einzige Abgeordnete für Highlands and Islands im Europäischen Parlament war. Auf Grund ihres Engagements zur Verteidigung der schottischen Interessen wurde Ewing Madame Ecosse genannt und genoss in Schottland hohes Ansehen. Von 1979 bis 1987 war Ewing außerdem Vizepräsidentin der SNP, zwischen 1987 und 2005 Präsidentin.

## Schottisches Parlament
1999 bewarb sich Ewing bei den Schottischen Parlamentswahlen um eines der sieben Mandate der Wahlregion Highlands and Islands. Auf Grund des Wahlergebnisses gelang ihr der Einzug in das neugeschaffene Schottische Parlament.
Als älteste Parlamentarierin eröffnete sie die erste Sitzung des Parlaments seit 1707 und machte dabei folgende Bemerkung:

„The Scottish Parliament, which adjourned
on 25 March 1707, is hereby reconvened.“

„Das schottische Parlament, das sich am 25. März 1707 vertagte, ist hiermit wieder zusammengetreten.“

Zu den Parlamentswahlen 2003 trat Ewing nicht mehr an.